# New York City Ballet

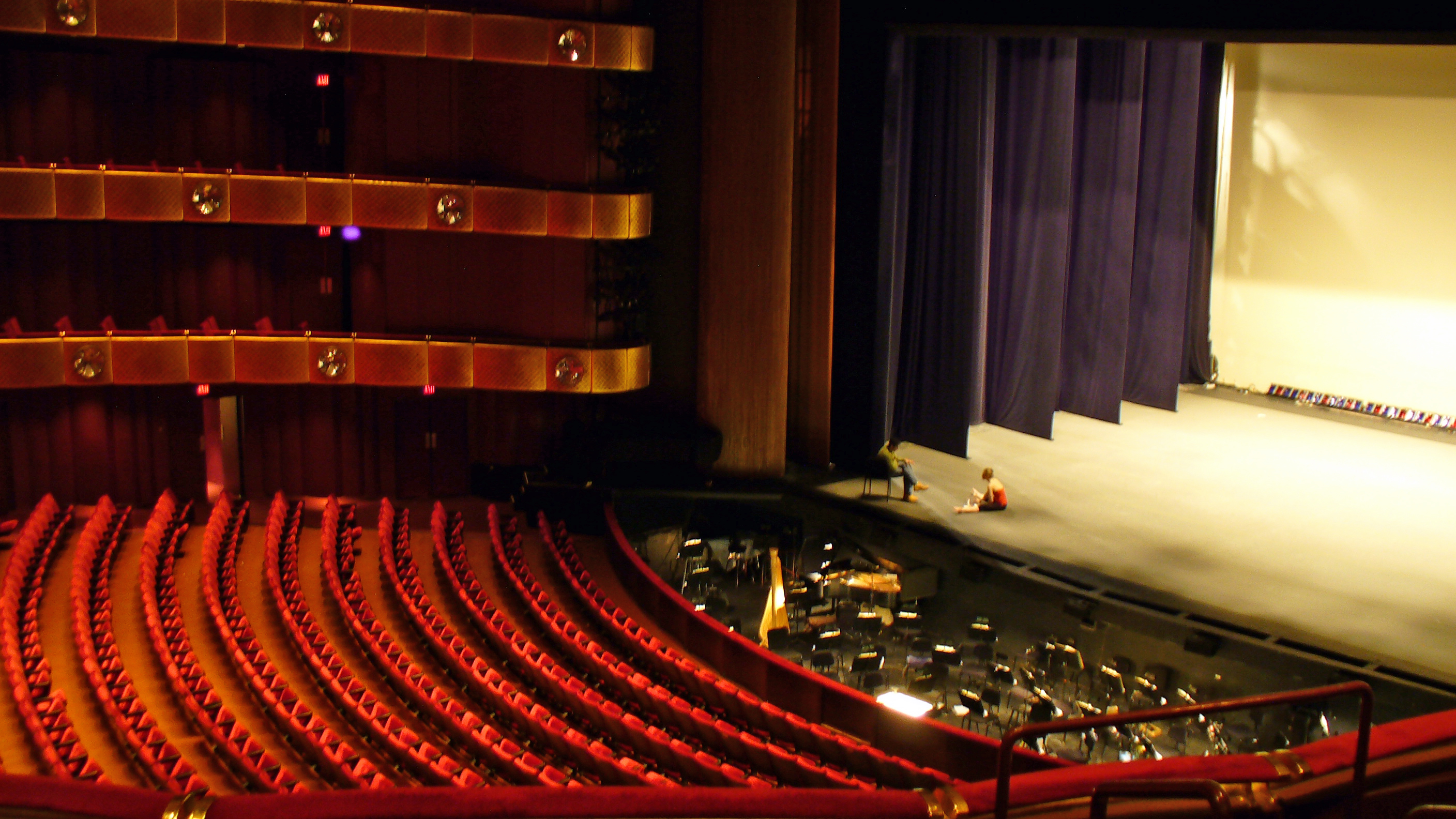
Widownia New York State Theater

New York City Ballet – zespół baletowy założony w roku 1948 przez George Balanchine’a oraz Lincolna Kirsteina. Zespół ma dwie stałe siedziby: w mieszczącym się w nowojorskim Lincoln Center New York State Theater oraz w znajdującym się w Saratoga Springs w stanie Nowy Jork ośrodku Saratoga Performing Arts Center.
Na inaugurację w październiku 1948 wystawiono trzy choreografie Balanchine'a: Concerto Barocco, Orpheus oraz Symphony in C.